# Исланд на Европском првенству у атлетици у дворани 1976.
Исланд је после једногодишње паузе 1975. поново учествовао  на 7. Европско првенство у атлетици у дворани 1976. 22. и 23. фебруара 1976у године у Атлетском делу олимпијске хале у Минхену (Западна Немачка).
У четвртом учешћу на европским првенствима у дворани репрезентацију Исланда представљао је 1 атлетичар који се такмичио у бацању кугле.
На овом првенству Исланд није освојио ниједну медаљу.
У табели успешности према броју и пласману такмичара који су учествовали у финалним такмичењима (првих 8 такмичара) Исланд није имао представника.

## Резултати

### Мушкарци
| Атлетичар           | Дисциплина   | Лични рекорд | Квалификације | Квалификације | Полуфинале | Полуфинале | Финале     | Финале  | Детаљи |
| Атлетичар           | Дисциплина   | Лични рекорд | Резултат      | Место         | Резултат   | Место      | Резултат   | Место   | Детаљи |
| ------------------- | ------------ | ------------ | ------------- | ------------- | ---------- | ---------- | ---------- | ------- | ------ |
| Хрејдн Халдоурсонon | бацање кугле |              |               |               |            |            | 18,41 ЛРдс | 9. / 10 |        |

## Биланс медаља Исланда после 7. Европског првенства у дворани 1970—1977.
|      | Земља       |                 |                 |                 |                 |
| 1—2. | 1970—1971.  | Није учествовао | Није учествовао | Није учествовао | Није учествовао |
| 3—5. | 1972.—1974. | 0               | 0               | 0               | 0               |
| 6.   | 1975.       | Није учествовао | Није учествовао | Није учествовао | Није учествовао |
| 7.   | 1976.       | 0               | 0               | 0               | 0               |
| 1—7. | Укупно      | 0               | 0               | 0               | 0               |
| ---- | ----------- | --------------- | --------------- | --------------- | --------------- |

|                                        | Атлетичар/ка                           |                                        |                                        |                                        |                                        |                                        |
| Није било вишеструких освајача медаља. | Није било вишеструких освајача медаља. | Није било вишеструких освајача медаља. | Није било вишеструких освајача медаља. | Није било вишеструких освајача медаља. | Није било вишеструких освајача медаља. | Није било вишеструких освајача медаља. |
| -------------------------------------- | -------------------------------------- | -------------------------------------- | -------------------------------------- | -------------------------------------- | -------------------------------------- | -------------------------------------- |